# Times Square Stores
Times Square Stores (ook wel TSS en TSS Seedman's genoemd) was een Amerikaanse warenhuisketen gevestigd in de stad New York. De keten was actief van 1929 tot 1989. 
Eind jaren tachtig exploiteerde de keten twaalf winkels in de staat New York en zes in Puerto Rico. Daarnaast exploiteerde het bedrijf een keten met afgeprijsde dameskleding, Finders Keepers, die vijftien vestigingen had. De warenhuizen in New York varieerden in omvang van 15.000 m² tot 20.000 m². In de hoogtijdagen werd Times Square Stores beschouwd als de meest prominente discountwarenhuisketen van Long Island.

## Geschiedenis
De keten werd in 1929 opgericht door George Seedman. In 1983 onderzocht het bedrijf een beursintroductie op de Amerikaanse effectenbeurs, maar trok zich in 1984 terug nadat bleek dat investeerders slechts 66% van de gewenste prijs voor het bedrijf zouden betalen. 
George Seedman bleef eigenaar en directeur van de keten tot 1987. Op 90-jarige leeftijd ging hij op zoek naar kopers. Price Club (later omgedoopt tot Costco) kondigde plannen aan om een belang van 81% in het bedrijf te kopen voor $ 50 miljoen. Nadat Seedman hoorde van plannen om de TSS-winkels om te bouwen tot 'magazijnwinkels', ging de verkoop niet door en werd TSS later in 1987 voor dezelfde prijs verkocht aan de familie Pritzker uit Chicago. 
Hoewel het een discountketen was, waren de belangrijkste afzetmarkten in de jaren 1980 de county's Nassau en Suffolk, destijds twee van de rijkste county's van Amerika. Negen van hun twaalf moderne winkels waren op Long Island, twee in Brooklyn op Linden Boulevard en Fourth Avenue, in Queens op Farmers Boulevard en in de Metro Mall aan Metropolitan Avenue, en nog een in The Bronx. Eind jaren 1980 begon de keten in de problemen te komen en nam drastische kostenbesparende maatregelen: winkels werden kleiner en gehuurde afdelingen werden gesloten. De reden hiervoor was dat men ten onrechte dacht dat het bedrijf die afdelingen zelf efficiënter kon runnen. Begin jaren 1980 probeerde de keten twee leegstaande, voormalige Two Guys-locaties in Noord-New Jersey te huren. Het plan was om de reacties op deze twee grote winkels (elk 14.000 m²) te peilen en vervolgens plannen te maken voor verdere uitbreiding in New Jersey. Geen van beide locaties voldeed aan de verwachtingen en de twee winkels werden eerst verkleind tot elk één verdieping en vervolgens gesloten.
Op 4 december 1989 vroeg de keten, die op dat moment ongeveer 2.875 werknemers telde, faillissement aan en maakte bekend dat het op 31 december 1989 de deuren zou sluiten. Drie winkels bleven open voor liquidatieverkoop tot juni 1990.